# Vache I Arzerúnio
Vache I Arzerúnio (em armênio/arménio: Վաչե Արծրունի; romaniz.: Vach'e Artsruni) foi um nobre armênio do século IV, ativo no tempo do rei Tigranes VII (r. 339–350), o primeiro membro conhecido da família Arzerúnio. Era pai de Savaspes. Por participar na revolta de Zora Restúnio, foi convocado diante do rei que o decapitou e sua família foi dizimada, exceto o seu filho.

## Nome
O nome Vache (Vačʻē) tem origem iraniana e é uma abreviação dos nomes relacionados Vachaque (Վաչակ, Vachak) e Vachagã (Վաչագան, Vačʻagan). Em sua forma longa, deriva do persa médio waččag, que significa "jovem, criança, novato filhote".